# Davey Suicide
Davey Suicide es una banda de heavy metal que fue formada en el año 2010 por Davey Suicide, que es el líder y vocalista de la banda.

## Historia
Fundado en 2010 por Davey Suicide, con una formación integrada por Eric Griffin en guitarra, Ben Graves en batería, Needlz en teclados y Frankie Sil en bajo editó su primer EP debut Put Our Trust In Suicide. En 2013 Ben y Frankie son reemplazados por Drayven Davidson y Brent Ashley en bajo y batería respectivamente. Para el álbum debut Davey Suicide, Eric es reemplazado por Ashes, que se retira del grupo para el tercer álbum.

## Discográfica

### Álbumes de estudio
- 2012: Put Our Trust In Suicide (EP)
- 2013: Davey Suicide
- 2014: World Wide Suicide
- 2017: Made From Fire

### Sencillos
- 2012: Generation Fuck Star
- 2016: Rise Above
- 2017:  Too Many Feaks